# Berngau
Berngau är en kommun med fyra lantmäteridistrikt i Landkreis Neumarkt in der Oberpfalz i Regierungsbezirk Oberpfalz i förbundslandet Bayern i Tyskland.
Kommunen ingår i kommunalförbundet Neumarkt in der Oberpfalz tillsammans med kommunerna Pilsach och Sengenthal.